# One of Us Is Lying (sèrie de televisió)
One of Us Is Lying és una sèrie de televisió web estatunidenca de misteri i drama basada en la novel·la homònima de Karen M. McManus publicada l'any 2017. Desenvolupada per Erica Saleh, va ser estrenada als Estats Units el 7 d'octubre de 2021 a Peacock, i per al públic internacional el 18 de gener de 2022 a la plataforma Netflix.

## Sinopsi
Simon, Addy, Cooper, Bronwyn i Nate són cinc estudiants de Bayview High, que, per diferents motius, són enviats a la biblioteca del centre castigats. Simon, qui havia iniciat un grup de xafarderies en línia amb la seva amiga Janae per delatar els seus companys de classe, pateix una reacció al·lèrgica sobtada i mor. Els altres quatre estudiants tenien motius individuals per a matar Simon. Així que es determina que la seva mort no va ser un accident, s'inicia una investigació.

## Repartiment

### Principal
- Annalisa Cochrane com a Adelaine "Addy" Prentiss, una animadora popular.
- Chibuikem Uche com a Cooper Clay, un llançador de beisbol amb una carrera prometedora.
- Marianly Tejada com a Bronwyn Rojas, una estudiant model centrada en el seu futur.
- Cooper van Grootel com a Nathaniel "Nate" Macauley, un estudiant i traficant de drogues en llibertat condicional.
- Barrett Carnahan com a Jake Riordan, el capità de l'equip de futbol americà i la parella de l'Addy.
- Jessica McLeod com a Janae Matthews, la millor amiga de Simon.
- Mark McKenna com a Simon Kelleher, el creador d'un grup de xafarderies en línia que mor durant el càstig.
- Melissa Collazo com a Maeve Rojas, la germana menor de Bronwyn.

### Recurrent
- Jacque Drew com a Detectiu Wheeler, investigadora del cas de Simon i els 4 de Bayview.
- Martin Bobb-Semple com a Evan Nieman, la parella de la Bronwyn.
- Karim Diane com a Kris Greene, la parella secreta de Cooper.
- George Ferrier com a T.J. Forrester, el millor amic de Jake que va estar amb l'Addy.
- Miles J. Harvey com a Lucas Clay, el germà petit de Cooper.
- Zenia Marshall com a Keely Moore, la parella de Cooper.
- Sarah Thompson com a Vanessa Clark, la millor amiga de l'Addy i parella de T.J.
- Alimi Ballard com a Kevin Clay, pare i entrenador del Cooper.
- Andi Crown com a Sra. Avery, professora de física aplicada a l'Institut Bayview.
- Ali Liebert com a Ann Prentiss, la mare de l'Addy.
- Erroll Shand com a Brad Macauley, el pare alcohòlic de Nate.
- Aidee Walker com a Ellen Macauley, la mare suposadament morta del Nate.
- Valerie Cruz com a Isabella Rojas, la mare de Bronwyn i Maeve.
- Hugo Ateo com a Javier Rojas, el pare de Bronwyn i Maeve.
- Antonia Prebble com a Robyn, l'advocada de Bronwyn.

### Convidat
- Sara Wiseman com a Rebecca Kelleher, la intendenta de Bayview i mare de Simón.

## Producció
One of Us Is Lying és la novel·la debut de Karen M. McManus. El setembre de 2017, Universal Content Productions va anunciar que havia adquirit els drets del llibre per a produir una adaptació en format de sèrie de televisió, la qual seria estrenada als EUA. L'agost de 2019, el projecte va ser traslladat a NBCUniversal, que va donar al llavors inèdit servei de transmissió Peacock el seu primer encàrrec amb el pilot de la sèrie. El setembre de 2019, es va informar que Jennifer Morrison s'encarregaria de dirigir l'episodi pilot. Les audicions van començar aquest mateix mes, i, a l'octubre, Marianly Tejada, Cooper van Grootel, Annalisa Cochrane, Chibuikem Uche, Jessica McLeod, Barrett Carnahan i Melissa Collazo van ser anunciats com a part de l'elenc.
El rodatge de l'episodi pilot va tenir lloc entre el 2 i el 20 de novembre de 2019. El 12 d'agost de 2020, el projecte es va convertir en el primer de la plataforma Peacock a rebre una comanda en sèrie. Els set episodis restants van començar a rodar-se a Nova Zelanda el 10 de maig de 2021. El juliol del mateix any, Mark McKenna va ser confirmat com a part de l'elenc; Martin Bobb-Semple, Karim Diane, George Ferrier, Miles J. Harvey, Zenia Marshall i Sara Thompson van ser anunciats com a part de l'elenc recurrent a l'agost; mentre que Alimi Ballard va ser confirmada a l'octubre. En una entrevista, es va preguntar al showrunner de la sèrie Darío Madrona —creador d'Elit—, si la sèrie es mantindria fidel al seu material original; va respondre dient: "Hem estat fidels a l'esperit de la història, els temes i els personatges, però també hem provat d'afegir-hi alguns petits girs aquí i allà per poder sorprendre els lectors del llibre".

## Episodis
| N. | Títol                                                             | Dirigit per       | Escrit per                                | Data d'emissió original |
| --- | ----------------------------------------------------------------- | ----------------- | ----------------------------------------- | ----------------------- |
| 1 | «Pilot» «Pilot»                                                   | Jennifer Morrison | Erica Saleh                               | 7 d'octubre de 2021     |
| El Simon és un estudiant de secundària conegut per crear un grup de xafarderies en línia en què publica informació personal i reveladora sobre els seus companys de classe. Al començament d'un nou any escolar, cinc estudiants, el Simon, l'Addy, el Cooper, la Bronwyn i el Nate, reben un càstig. Després de beure's un got d'aigua, el Simon pateix una reacció al·lèrgica sobtada i fatal. El Nate s'adona que la Bronwyn ha robat l'ordinador portàtil del Simon. L'endemà, els quatre estudiants són presentats a l'oficial de policia Miller. Aquest ha iniciat una investigació sobre la mort del Simon i ha esbrinat que a la tassa de la qual bevia hi havia restes d'oli de cacauet, aliment al qual hi té al·lèrgia. El Nate anima la Bronwyn a retornar l'ordinador portàtil. El Cooper parla amb el seu germà Lucas i expressa les seves lluites per sortir de l'armari. El Nate, que està en llibertat condicional, continua venent drogues. L'endemà, l'Addy comença a prendre medicaments per superar l'estrès que té com a resultat de la mort del Simon. A la nit, es duu a terme un esdeveniment commemoratiu per al Simon, en el qual la seva millor amiga la Janae canta Fuck You de Lily Allen. Al grup de xafarderies un usuari anònim confessa haver assassinat el Simon. Més tard, la Bronwyn descobreix que falta l'ordinador portàtil del Simon.                                                                        |                                                                   |                   |                                           |                         |
| 2 | «One of Us Is Grieving» «Algú està de dol»                        | John S. Scott     | Molly Nussbaum                            | 7 d'octubre de 2021     |
| El secret d'Addy és que enganya la seva parella Jake amb el seu millor amic el T.J. Forrester, que també és la parella de la seva millor amiga la Vanessa. Si bé la parella del Cooper, la Keely, sap que és homosexual, el seu secret és que té una relació confidencial amb el Kris, un estudiant de primer any de la universitat. A l'escola, la detectiva Wheeler se li permet registrar els armariets que pertanyen a l'Addy, el Cooper, la Bronwyn i el Nate. Després de trobar una substància que conté oli de cacauet a l'armariet de l'Addy, la Wheeler confirma que els quatre estudiants ara són sospitosos d'assassinat. A la nit, el Kris s'assabenta que el Cooper encara és a l'escola secundària i s'enfada perquè li va dir que ja anava a la universitat; continuen veient-se després d'una discussió. L'endemà, els quatre estudiants assisteixen a un esdeveniment a la casa del Simon per acomiadar-lo. Allí, el Jake roba el diari del Simon i l'Addy diu a la resta del grup que va sentir la Wheeler esmentant la possibilitat que els quatre van treballar junts per assassinar el Simon. Al xat de xafarderies l'usuari anònim revela que l'Addy va enganyar el Jake, i es revela que la germana petita de la Bronwyn, la Maeve, va prendre l'ordinador portàtil del Simon. |                                                                   |                   |                                           |                         |
| 3 | «One of Us Is Not Like the Others» «Algú és diferent dels altres» | John S. Scott     | Dayna Lynne North & Harrison David Rivers | 7 d'octubre de 2021     |
| El Jake trenca amb l'Addy i comença una baralla amb el T.J. Al xat de xafarderies l'usuari anònim revela que el Nate una vegada va vendre drogues a un estudiant embriagat que gairebé mor per una sobredosi. A casa, la Bronwyn descobreix que la Maeve era amiga del Simon. Al xat de xafarderies l'usuari anònim diu incorrectament que el Cooper s'ha dopat. A l'escola, el T.J. és expulsat uns dies després que l'Addy mentís dient que ell va començar una baralla. La Bronwyn s'enfronta a la Maeve, que diu que estava provant d'evitar que el seu secret sortís a la llum. Com que no ho va complir, l'usuari anònim revela que la Bronwyn va fer trampa en el seu examen de química. L'endemà al matí, l'Addy diu a la Bronwyn que va robar el telèfon de la Janae i va descobrir missatges de text en els quals la Janae animava al Simon a esborrar l'aplicació. Més tard, el Jake confirma a l'Addy que la seva relació ha acabat. A casa, la Maeve diu a la Bronwyn que el Simon li va trencar el cor quan va deixar-la a la francesa. Després de torçar-se l'espatlla, el Cooper compra analgèsics il·lícits al Nate. En un flashback, el Simon conta al Cooper els seus plans per a sortir de l'armari; el Cooper respon cridant al Simon. En un partit de beisbol, el Kris trenca amb el Cooper després de veure'l besant-se amb la Keely.                                                                                          |                                                                   |                   |                                           |                         |
| 4 | «One of Us Is Famous» «Algú surt a les notícies»                  | Sophia Takal      | Erica Saleh                               | 14 d'octubre de 2021    |
| La investigació de l'assassinat es converteix en notícia nacional en part pel fet que el Simon és el fill de l'alcalde. La parella de la Bronwyn, l'Evan, li diu que no es preocupi. El Cooper es fa una prova de drogues i s'enfronta al seu pare, el Kevin Clay, quan els resultats mostren que ha estat prenent analgèsics. Els quatre estudiants decideixen convertir la Janae en sospitosa, però finalment no ho fan. A casa, la Maeve mostra a la Bronwyn que algú va canviar el secret del Cooper al xat de xafarderies abans que es publiqués. En un flashback, es revela que la Janae era l'estudiant intoxicada a la qual el Nate venia drogues. En trobar-la inconscient, el Nate va poder salvar-la d'una sobredosi. En el present, el Kevin sofreix un atac al cor, el Cooper es declara homosexual davant el grup i l'usuari anònim revela que el grup ha estat celebrant reunions privades. Com a resultat, l'Evan i la Bronwyn se separen i la policia obté ordres per a registrar les cases dels quatre estudiants, però no hi troba res. A la nit, la Bronwyn i el Nate destrueixen l'ordinador portàtil del Simon i la Maeve envia un disc dur al departament de policia. En un flashback, el Simon amenaça el Nate d'arruinar-li la vida. De tornada a casa, el Nate es troba amb l'inesperat retorn de la seva mare. |                                                                   |                   |                                           |                         |
| 5 | «One of Us Is Cracking» «Algú està fent fallida»                  | Sophia Takal      | Daniel Pearle                             | 14 d'octubre de 2021    |
| La detectiva Wheeler mostra a la Bronwyn un vídeo del disc dur del Simon en què sembla que s'estan barallant. L'Addy i el Cooper comencen a sospitar de la Bronwyn i el Nate perquè no els van dir que tenien l'ordinador portàtil del Simon. El Kevin diu al Cooper que està orgullós d'ell per mantenir la seva sexualitat en secret. Més tard, el Kris i el Cooper comencen a parlar novament. S'aconsella al Nate que es mudi amb la seva mare a causa del seu historial d'arrests. Al xat de xafarderies l'usuari anònim publica el vídeo de la baralla entre la Bronwyn i el Simon. Mentrestant, l'Addy connecta diverses proves i sosté que la Janae és sospitosa, acusant-la de ser la usuària anònima; la Janae admet haver revelat els secrets del grup i també va canviar el secret del Cooper per evitar treure'l a la llum, però diu que no va publicar els vídeos de la reunió del grup ni de la baralla de la Bronwyn amb el Simon. Un flashback revela que la Bronwyn va amenaçar d'assassinar el Simon després de descobrir que estava rebent fotos sexualment explícites de la Maeve. En el present, el Cooper revela al Kris que es va mudar del seu estat natal després que l'arrestessin per una baralla que no va començar. A la nit, l'Addy és perseguida per un estrany abans de trobar-se amb el Nate. |                                                                   |                   |                                           |                         |
| 6 | «One of Us Is Dancing!» «Algú està ballant!»                      | Benjamin Semanoff | Rick Montano & Vincent Ingrao             | 14 d'octubre de 2021    |
| En tornar de l'escola, la Janae i l'Addy expressen la seva creença que el T.J. va assassinar el Simon. La Bronwyn i el Nate descobreixen que el T.J. i el Simon van tenir un altercat el dia de la mort d'aquest últim, però només el Simon va rebre un càstig. Mentrestant, la Keely revela que ella va ser qui va filtrar l'engany de l'Addy al Simon, i que, en conseqüència, ella i el Cooper es van separar. Després que el T.J. enxampés l'Addy mirant de robar-li el telèfon, la Maeve investiga l'armariet de l'Addy i hi troba un autoinjector d'epinefrina (EpiPen), que el grup destrueix. Conclouen que el T.J. no és l'assassí. Diversos flashbacks revelen que tant la Janae com el Simon sentien alguna cosa per la Maeve. Quan el Simon va fer el primer moviment, una Janae intoxicada va comprar drogues al Nate. El Simon, més tard, va eclipsar la Maeve i es va disculpar amb la Janae. En el present, la Janae confessa els seus sentiments a la Maeve i la parella es besa. La resta del grup pesca la Vanessa fent-los fotos. En lloc d'anar-se'n, decideixen celebrar el seu últim retorn a casa. El T.J. diu a l'Addy que va donar al Simon informació reveladora sobre la seva mestra, la Sra. Avery, de qui el grup havia sospitat prèviament. La detectiva Wheeler ingressa a l'escola i arresta el Nate per l'assassinat de Simon. Fora, un oficial de policia troba diversos EpiPen amagats a la motocicleta del Nate. |                                                                   |                   |                                           |                         |
| 7 | «One of Us Is Not Giving Up» «Algú no vol rendir-se»              | Ben Semanoff      | Molly Nussbaum & Anthony Johnston         | 21 d'octubre de 2021    |
| S'encoratja el Nate a acceptar un acord de culpabilitat que el condemni a homicidi involuntari per evitar una possible cadena perpètua. La resta del grup descobreix que la Sra. Avery es reuneix en secret amb la Vanessa, la qual revela que va tenir un avortament. La Sra. Avery admet que el seu secret va ser trencar la política de l'escola per ajudar la Vanessa a avortar sense el consentiment dels seus pares. En un flashback, el Simon diu a la Sra. Avery que no revelarà el seu secret si castiga l'Addy, el Cooper, la Bronwyn i el Nate. En el present, el grup recorda que la Sra. Avery els va deixar sols amb el Simon el primer dia de classes per a enfrontar-se a diversos bromistes que estaven corrent nus, donant-li una coartada. El grup s'assabenta que als corredors se'ls va pagar de manera anònima per a realitzar la broma i conclou que el Simon es va suïcidar. El grup conta la seva teoria a la detectiva Wheeler, que diu que els investigadors ja van descartar el suïcidi com a causa de la mort del Simon. A la nit, la Bronwyn envia una declaració personal a la Universitat Yale admetent que va fer trampa en el seu examen de química. Ella diu als seus pares que està enamorada del Nate i que vol ajudar-lo. Mentrestant, l'Addy torna a estar amb el Jake i descobreix que estava parlant amb el Simon abans de morir.                                                                            |                                                                   |                   |                                           |                         |
| 8 | «One of Us Is Dead» «Algú ha mort»                                | John S. Scott     | Darío Madrona                             | 21 d'octubre de 2021    |
| La Bronwyn fa servir els diners que estava estalviant per a la universitat per a ajudar el Nate a pagar la fiança. El grup confronta el Jake sobre els seus missatges de text amb el Simon. El Jake afirma que estava xatejant amb un usuari qualsevol a la recerca d'informació sobre els seus companys de classe. Diversos flashbacks revelen que el Jake sabia que l'Addy l'estava enganyant i que el Jake va ajudar el Simon a planejar un intent de suïcidi en el qual el Jake el rescataria. En el present, el grup assisteix a una festa de Halloween a la casa del Jake per investigar. L'Addy traeix el Jake i fa una còpia dels seus missatges de text. El Jake trau una pistola i la persegueix pel bosc. El Cooper arriba, però el Jake el veu i l'apunta amb la pistola. El Jake revela que volia incriminar l'Addy frustrant l'intent de suïcidi del Simon perquè volia matar el "geni que realment creia que podia jugar amb mi". La Janae apareix i colpeja el Jake amb un bat. Els quatre lluiten per la pistola. La Bronwyn i el Nate arriben quan el Jake és assassinat a trets. Dues setmanes després, les notícies informen que el Jake es va escapar, però la Vanessa i molts altres continuen sent escèptics. A l'escola, l'Addy, el Cooper, la Bronwyn, el Nate i la Janae reben missatges de text d'un usuari anomenat "Simon Says" que sap que van matar el Jake.                                                           |                                                                   |                   |                                           |                         |

## Recepció
Els primers tres episodis es van estrenar a Peacock el 7 d'octubre de 2021 i van ser seguits per tres episodis el 14 d'octubre i els dos últims el 21. En la pàgina web de l'agregador de ressenyes Rotten Tomatoes, el 88% de les ressenyes de 8 crítics són positives, amb una qualificació mitjana de 7,0/10.
Abans de l'estrena, als crítics se'ls van donar els primers tres episodis per a revisar. John Anderson, del diari The Wall Street Journal, va dir que la sèrie era difícil de categoritzar i va escriureː «el que distingeix la sèrie com a narració és la forma en què s'obre camí a través dels diversos punts de la trama, sense la necessitat d'explicacions o desenvolupament narratiu. No necessito tot això. La conclusió serà una sorpresa, se suposa. Però arribar-hi és, com es podria dir a la classe de francès, un Déjà-vu». Brad Newsome de The Sydney Morning Herald va comentar que la història «modifica hàbilment el seu equilibri de sospites per a mantenir les coses interessants, però són McKenna i Van Grootel els qui realment criden l'atenció».
Per la seva part, Angie Han, de The Hollywood Reporter, va comentar que a la sèrie li faltava una espurna que la diferenciés d'una programació similar, amb personatges que se senten com "arquetips", un «estat d'ànim agre i adust, amb pocs moments de lleugeresa o cru dolor» i colors apagats que «mantenen les emocions del programa a l'abast de la mà. La història avança a un ritme indolor, i els personatges són prou agradables, si no prou interessants per a estimar-los. Però sense peculiaritats notables o idees profundes, també és una sèrie que sembla probable que desaparegui de la memòria tan aviat com acabi el desig».